# Ван Мирло, Ханс
Ханс ван Мирло (нидерл. Hans van Mierlo; 18 августа 1931, Бреда, Северный Брабант, Нидерланды — 11 марта 2010, Амстердам, Нидерланды) — нидерландский государственный деятель, заместитель премьер-министра и министр иностранных дел (1994—1998). Один из создателей и первый лидер лево-либеральной партии Демократы 66. Обладатель почётного звания государственного министра.

## Биография

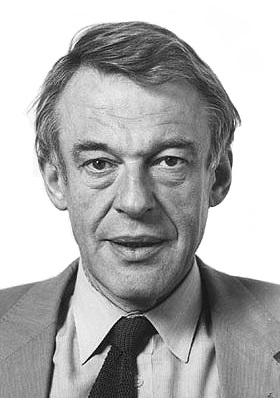

Родился и вырос в католической семье.
Окончил университет Неймегена и в 1960 году получил магистерскую степень в области права (Master of Laws).
В 1960—1967 годах — редактор внутриполитического отдела Algemeen Handelsblad (Амстердам), редактор страницы с редакционными статьями и с письмами читателей.
В 1966 году был один из создателей лево-либеральной партии Демократы 66 и стал её первым лидером,
В 1967—1977, 1986—1994 и 1998 годах — депутат палаты представителей нидерландского парламента.
В 1967—1973 и в 1986—1994 годах — председатель её фракции Демократы 66.
В 1977 году на некоторое время ушёл из активной политики.
В 1981—1982 годах — министр обороны Нидерландов,
В 1983—1986 годах — член Сената.
Самым ярким моментом в его политической карьере стали выборы 1994 года, когда под руководством Мирло Демократам удалось увеличить своё представительство в нижней палате парламента с 9 до 24 мест.
В 1994—1998 годах — вице-премьер и министр иностранных дел Нидерландов, однако ему не удалось добиться существенного изменения голландской политики.
В 1998 году назначен королевой Беатрикс на почётную должность государственного министра.
Умер 11 марта 2010 года в возрасте 78 лет; с 2000 года он жил с пересаженной печенью, которая потребовалась после печеночной недостаточности в результате заражения гепатитом С, полученного при переливании крови в 1982 году.

## Ранняя жизнь
Ханс ван Мирло родился 18 августа 1931 года в городе Бреда в провинции в Северный Брабант в римско-католической семье.